# Johann Peter Götting
Johann Peter Götting, nach alter Schreibweise auch Godding (* 9. August 1797 in Aachen; † 3. Oktober 1865 in Düsseldorf), war ein deutscher Historienmaler und Bildhauer der Romantik.

## Leben
Götting erhielt in der Aachener Zeichenschule bei Johann Baptist Joseph Bastiné seinen ersten Mal- und Zeichenunterricht sowie Unterweisung im Modellieren. Die Malerei sollte jedoch seine Haupttätigkeit bleiben, wie er es in seiner Heiratsurkunde vom 27. Oktober 1820 auch festgehalten hatte. Einige Jahre später wechselte Götting zur Düsseldorfer Kunstakademie, wo er ab 1829 noch eine Mater dolorosa in Ton sowie Aeneas und Anchises als Basrelief aus Gips ausstellte, ab 1832 aber mit Gemälden auftrat. Er ließ sich von Wilhelm Schadow vor allem in der Kunst der Historienmalerei unterweisen. Durch Schadow selbst, aber auch durch Kontakte zu der um Schadow gebildeten Künstlergruppe, der Düsseldorfer Malerschule, geprägt, orientierte sich Götting bei der Wahl seiner Bildmotive an der nazarenischen Kunstausrichtung. So wurden seine in dieser Zeit erstellten Gemälde oftmals im Zusammenhang mit den Werken Ernst Deger, Andreas Müller, Karl Müller, Franz Ittenbach erwähnt. Manche seiner Kunstwerke fanden dabei Aufnahme im Katalog „Histoire de l’art moderne Allemagne“ des Kunstsammlers Atanazy Raczyński. Nach erfolgreichem Debüt auf der Gemäldeausstellung 1837 in Aachen war Götting mit seinen Gemälden unter anderem noch von 1834 bis 1844 mehrfach auf der Berliner Kunstausstellung sowie 1843 und 1845 auf den Gemäldeausstellungen des Kunstvereins zu Bremen vertreten.

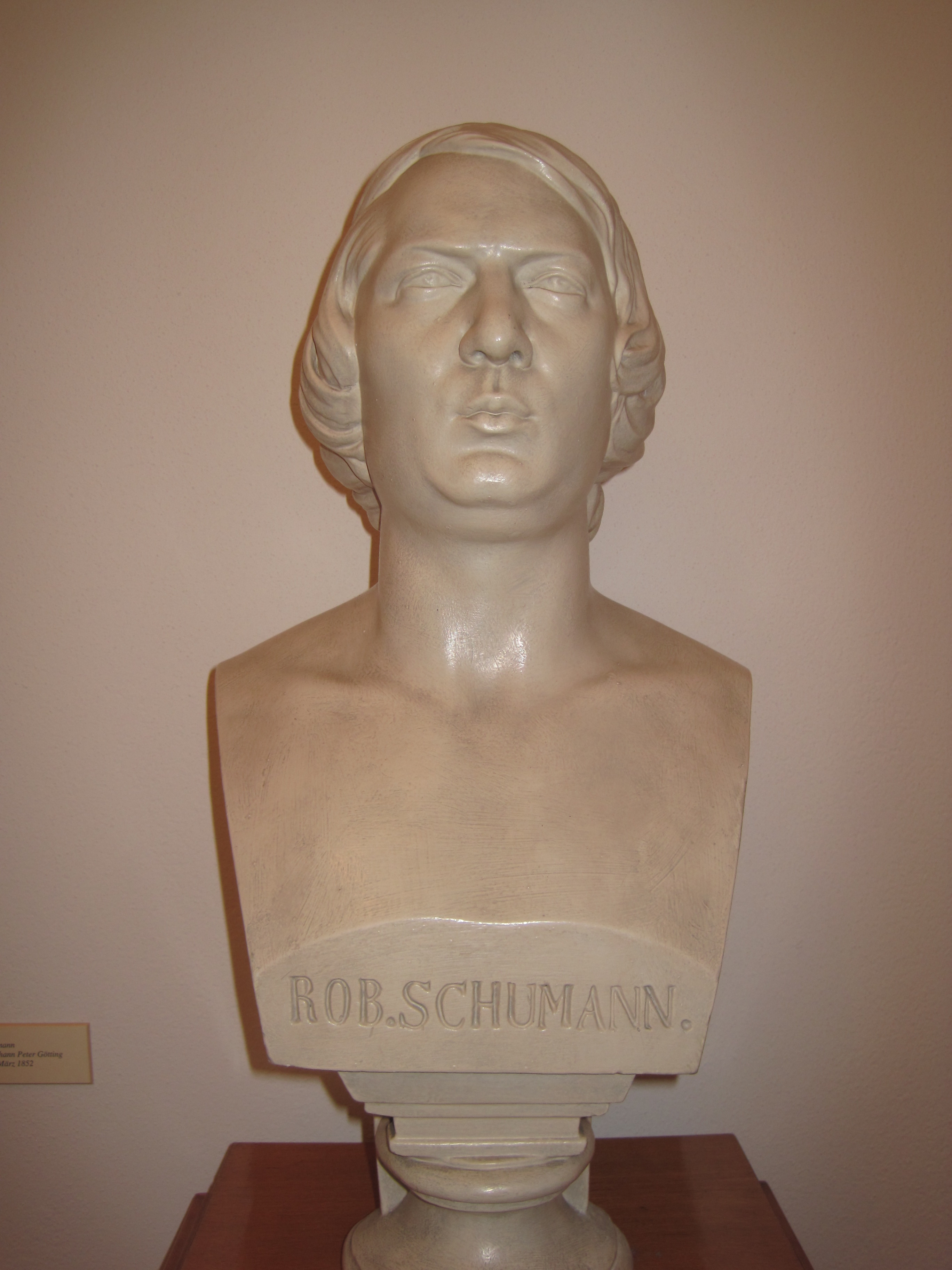
Büste Robert Schumann von Johann Peter Götting, 1853

Zwischendurch betätigte sich Götting auch immer wieder als Bildhauer, aber außer einer 48 Zentimeter hohen Büste von Robert Schumann sind kaum weitere Werke dieser Art von ihm überliefert. Diese Büste ist das einzige vollplastische Bildnis, das von Robert Schumann bekannt bzw. erhalten geblieben ist und heute im Düsseldorfer Heinrich-Heine-Institut als Dauerleihgabe zu besichtigen ist.

## Familie
Johann Peter Götting hat am 27. Oktober 1820 in Aachen Anna Catharina Franck geheiratet und am 10. November 1829 in Düsseldorf in zweiter Ehe Anna Margarethe Prehel. Mit ihr hatte er den Sohn Gottfried Götting, der nach dem Tod des Vaters wieder nach Aachen wechselte, wo er ein erfolgreicher und bekannter Bildhauer wurde sowie einen Lehrauftrag an der Königlich Rheinisch-Westfälischen Polytechnischen Schule zu Aachen erhielt. In dritter Ehe heiratete Johann Peter Götting am 27. Juni 1839 in Düsseldorf Magdalena Penningsfeld.
In manchen Quellen wie beispielsweise dem Künstlerlexikon von Nagler wird Götting mit einem „von“ erwähnt, was aber laut J. Fey nicht belegt und somit nicht haltbar ist.

## Werke (Auswahl)
- Christus und Petrus wandeln auf dem Meere, 1834, gestiftet der Moritzkirche zu Halberstadt
- Veronika mit dem Schweißtuche, 1834
- Christus als Weltenrichter, 1836[3]
- Abschied Mariens von der Leiche Christi, 1836
- Der heilige Martinus als Bischof, o. A. als Altargemälde der Pfarrkirche zu Treis an der Mosel gestiftet
- Büste Robert Schumanns, 1853
- Madonna mit dem Jesusknaben, 1861